# Maneki-neko
Maneki-neko (jap. 招き猫; „kot zapraszający, wabiący”) – figurka kota z krótkim ogonem przedstawianego w pozycji siedzącej z podniesioną łapą, lewą lub prawą, w geście przywoływania, zachęcania do podejścia. Kot z podniesioną prawą łapą zaprasza „pieniądze”, a wzywający lewą łapą przywołuje „ludzi, klientów i szczęście”. W japońskim języku gestów podniesiona ręka z opuszczoną w dół i poruszaną dłonią zaprasza rozmówcę, osobę w oddali do przyjścia, podejścia bliżej.

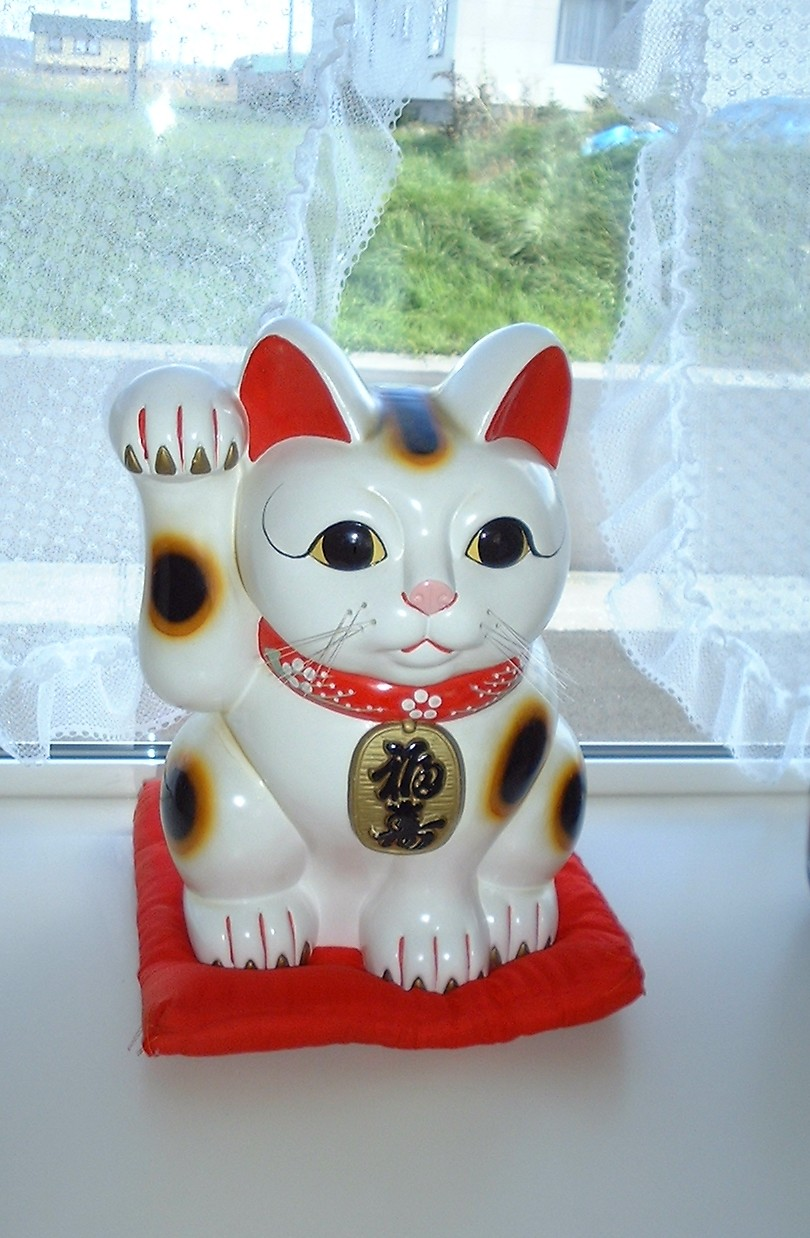
Figurka maneki-neko z porcelany, z podniesioną prawą łapą

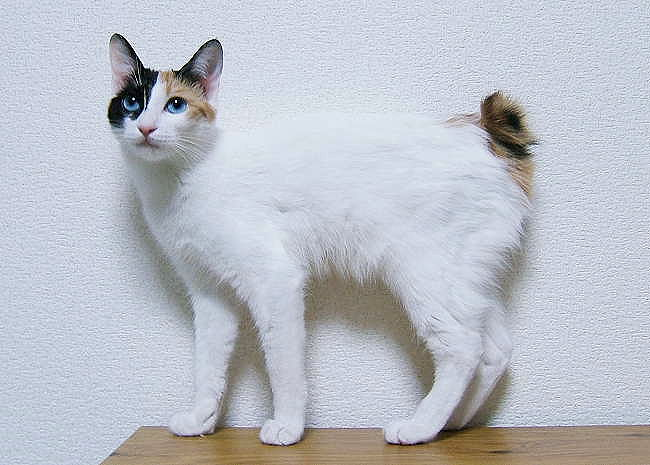
Pierwowzór maneki-neko, kot rasy japoński bobtail

W XXI wieku maneki-neko są szczególnie popularne w Japonii, Chinach i Tajlandii. Ustawia się je przy wejściach do sklepów, restauracji, punktach sprzedaży losów. Mają za zadanie przyciągać klientów swoim skinieniem. Umieszczanie ich na placach targowych albo wystawach ma mieć pozytywny wpływ na powodzenie finansowe i handlowe. Chętnie stawia się je także w prywatnych domach, aby przyciągały dobrobyt i oddalały nieszczęścia. Współczesne figurki przypominają koty rasy bobtail, ale według tradycji maneki-neko jest wcieleniem bogini miłosierdzia i litości Kannon. Legendy i anegdoty o przynoszących szczęście kotach są przekazywane w Japonii już od początku okresu Edo (1603–1867).

## Charakterystyka
Figurki maneki-neko są oparte na rasie japońskiego bobtail, nazywanej popularnie w Japonii kazoku-neko („kot rodzinny“). Rzadko spotykana, trójkolorowa odmiana nazywana jest mike-neko (dosł. „trójfuterkowy kot“). Podobnie jak pierwowzór, maneki-neko ma krótki ogon i wyraźne, pionowo stojące uszy.
Dla maneki-neko typowa jest także chusta, przeważnie czerwona, ze złotym dzwoneczkiem albo płytką ozdobioną rzeźbą lub wygrawerowanym określeniem tego, co ma przyciągać kot (np. „szczęście”, „klientela”, „pieniądze“).
Figurki maneki-neko wyrabiano początkowo z malowanej i glazurowanej ceramiki; dziś przeważa produkcja masowa z tworzyw sztucznych. O ile ich kształt jest mało zróżnicowany, o tyle kolorystyka jest różnorodna, a zakres rozmiarów – szeroki. Istnieją nawet modele pozłacane.
Kolor kota ma duże znaczenie: trójkolorowe koty w hodowli są stosunkowo rzadkie, dlatego też trójkolorowy maneki-neko zapewnia szczególnie dużo szczęścia i bogactwa. Biała figurka oznacza czystość i niewinność, a czarna – popularna zwłaszcza wśród kobiet – przyczynia się do dobrego zdrowia, odstrasza złośliwe, duchy, demony i dręczycieli. Złoty maneki-neko sprowadza bogactwo, niebieski lub zielony sprzyja powodzeniu w nauce, różowy lub czerwony przyciąga adoratorów, wzmacnia relacje i miłość.
Istotny jest także gest wykonywany przez maneki-neko. Jeśli podnosi lewą łapkę, przywołuje klientów i gości; jeśli prawą – zapewnia szczęście i dobrobyt. Im wyżej – tym więcej. Można spotkać figurki z podniesionymi obydwoma łapkami, traktowane lekceważąco zwłaszcza przez Japończyków, którzy taki gest uważają za przesadzony, ujawniający zachłanność, a w konsekwencji są mało popularne.

## Tradycja

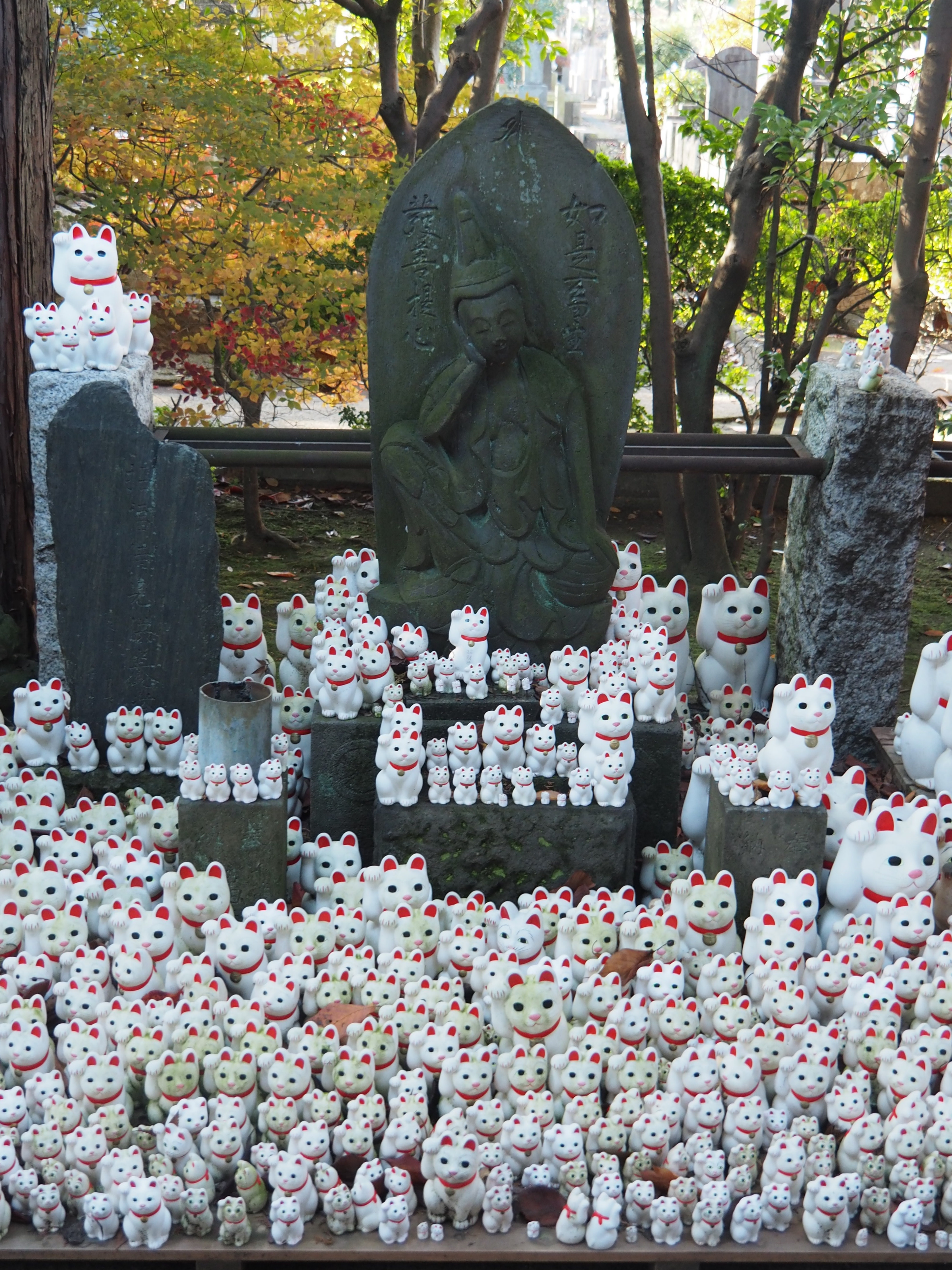
Figurki w Gōtoku-ji

Mityczna postać maneki-neko ma swoje źródła w chińskiej i japońskiej tradycji. Koty były odbierane niejednoznacznie – z jednej strony oddawały nieocenione usługi jako czujne zwierzęta domowe i pogromcy myszy, a więc przynosiły korzyści, z drugiej strony przypisywano im umiejętność przemiany w demony, np. w bakeneko i nekomata.
Z tradycji chińskiej pochodzi przesąd, że jeśli kot myje sobie pyszczek, to zacznie padać. Ponieważ gest mycia przypomina machanie, wierzono, że kot przywołuje ludzi (a także klientów) do domu. Tymczasem w Japonii machanie niekiedy tłumaczy się jako ostrzeżenie przed zbliżającym się niebezpieczeństwem, dlatego czczono i czci się je jako reinkarnację bogini miłosierdzia Kannon.
Z okresu Edo i wczesnego Meiji (1868–1912) wywodzą się liczne legendy, które mogły się przyczynić do kultu maneki-neko. Jedna z nich opowiada o przepięknej i majętnej gejszy, która w toalecie została zaatakowana przez ukochanego kota. Zwierzę drapało i piszczało tak strasznie, jakby było wściekłe, więc wezwany na pomoc właściciel domu odciął mieczem kotu głowę. Głowa kota w locie zdążyła ugryźć jadowitego węża, który wyłaniał się akurat z toalety i w ten sposób kot uratował gejszę. Ta jednak była niepocieszona po stracie ulubionego zwierzęcia, więc właściciel na otarcie łez podarował jej ceramiczną figurkę ustylizowaną na kształt nieżyjącego już kota.
Inna popularna anegdota opowiada o grupie ciężkozbrojnych samurajów na koniach, którzy dotarli do buddyjskiej świątyni Gōtoku-ji (豪徳寺) w pobliżu Edo (dziś tokijska dzielnica Setagaya) i ujrzeli przy wejściu małego kota. Kot właśnie czyścił sobie pyszczek i ruchy łapkami koło uszu wyglądały, jak machanie do samurajów, na co oni weszli do świątyni bez rozlewu krwi i nie uczynili krzywdy mieszkańcom.
Jeszcze inne podanie mówi o seniorze rodu Ii, który w XVII wieku wybrał się do świątyni Gōtoku-ji. Według podania, Naosuke Ii spotkał się tam z cesarskim sokolnikiem i gdy powracał do domu, zaskoczyła go ulewa. Schronił się pod wielkim, starym drzewem i w pewnym momencie zauważył w pobliżu starą i podupadłą świątynię. Przed wejściem przysiadł kot i wyglądał, jakby machał do podróżnego. Kiedy pospieszył w stronę zwierzęcia, piorun uderzył w drzewo za nim, omijając go. Z wdzięczności Naosuke Ii wyłożył na świątynię dużo pieniędzy, przez co ocalił ją od zamknięcia. Do dzisiaj żywa jest tradycja grzebania popiołów zwierząt domowych w sąsiedztwie świątyni Gōtoku-ji, do której przylgnęła nazwa maneki-neko no miya („chram zapraszającego kota“).
Czwarta historia opowiada o dobrodusznej, starej miłośniczce i posiadaczce kotów, która popadła w nędzę. Była zmuszona do sprzedaży swych kotów, ale nie uzyskała wystarczającej ilości pieniędzy, więc zaczęła wypalać realistyczne figurki swoich ulubieńców. Gliniane figurki cieszyły się taką popularnością wśród nabywców, że ich posiadanie stało się modne wśród bogatych, a „kociara” mogła spłacić swoje długi.

## Kult

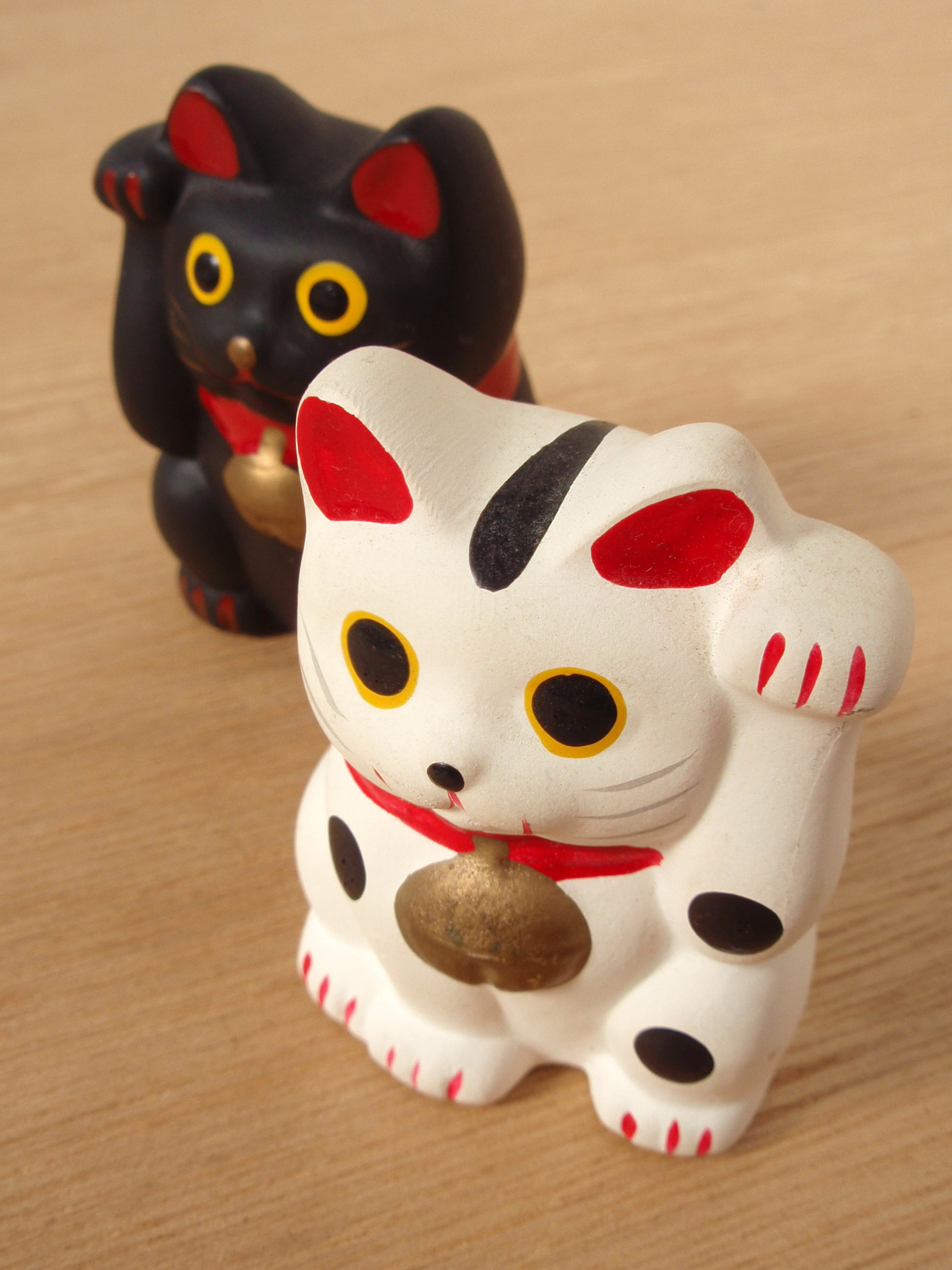
Figurki maneki-neko

Kult maneki-neko rozpoczął się wraz z popularyzacją kotów rasy japoński bobtail, które od około 1600 roku hodowano na japońskim dworze cesarskim. Koty z kopiowanymi ogonami trafiały wcześniej do Japonii jako prezenty chińskiego cesarza. Spodobały się na tyle, że rozpoczęto hodowlę nakierowaną na uzyskanie kotów o skróconym ogonie, a wkrótce potem rozkwitły wierzenia w ich cudowne właściwości. Obrazki i figurki były spotykane jednak rzadko, aż do nastania okresu Meiji. Wtedy też powiązano wygląd maneki-neko z kotami japoński bobtail. Ceramiczne figurki opanowały dzielnice rozrywkowe i handlowe, a stamtąd ich współczesna postać trafiła poza Japonię.

## Kultura popularna
W Seto w prefekturze Aichi mieści się muzeum ceramiki, posiadające jedną z największych kolekcji figurek maneki-neko w Japonii. Wystawianych jest ponad tysiąc eksponatów z różnych epok i krajów, z których część pochodzi z przemysłowej produkcji. W okresie Meiji maskotki maneki-neko licznie wystawiano przy wejściach do domów publicznych. W późniejszym okresie w Japonii, Chinach i Tajlandii zaczęto je masowo ustawiać w restauracjach – przede wszystkim fast foodach oraz w kolekturach. Figurki stają się coraz popularniejsze także w Ameryce Północnej i Europie. Maneki-neko był inspiracją w tworzeniu maskotki firmy Sanrio w postaci „Hello Kitty”, której „Hello” nawiązuje do machającego na powitanie kotka. Maneki-neko był inspiracją także dla pokémonowej postaci Meowth.

## Tokoname
W pobliżu Nagoi znajduje się miasto Tokoname, które jest znane z produkcji wyrobów ceramicznych, w tym figurek maneki-neko w powszechnie znanej i popularnej postaci prezentowanej na zdjęciu „kota giganta” o wysokości 7 metrów.

## Galeria

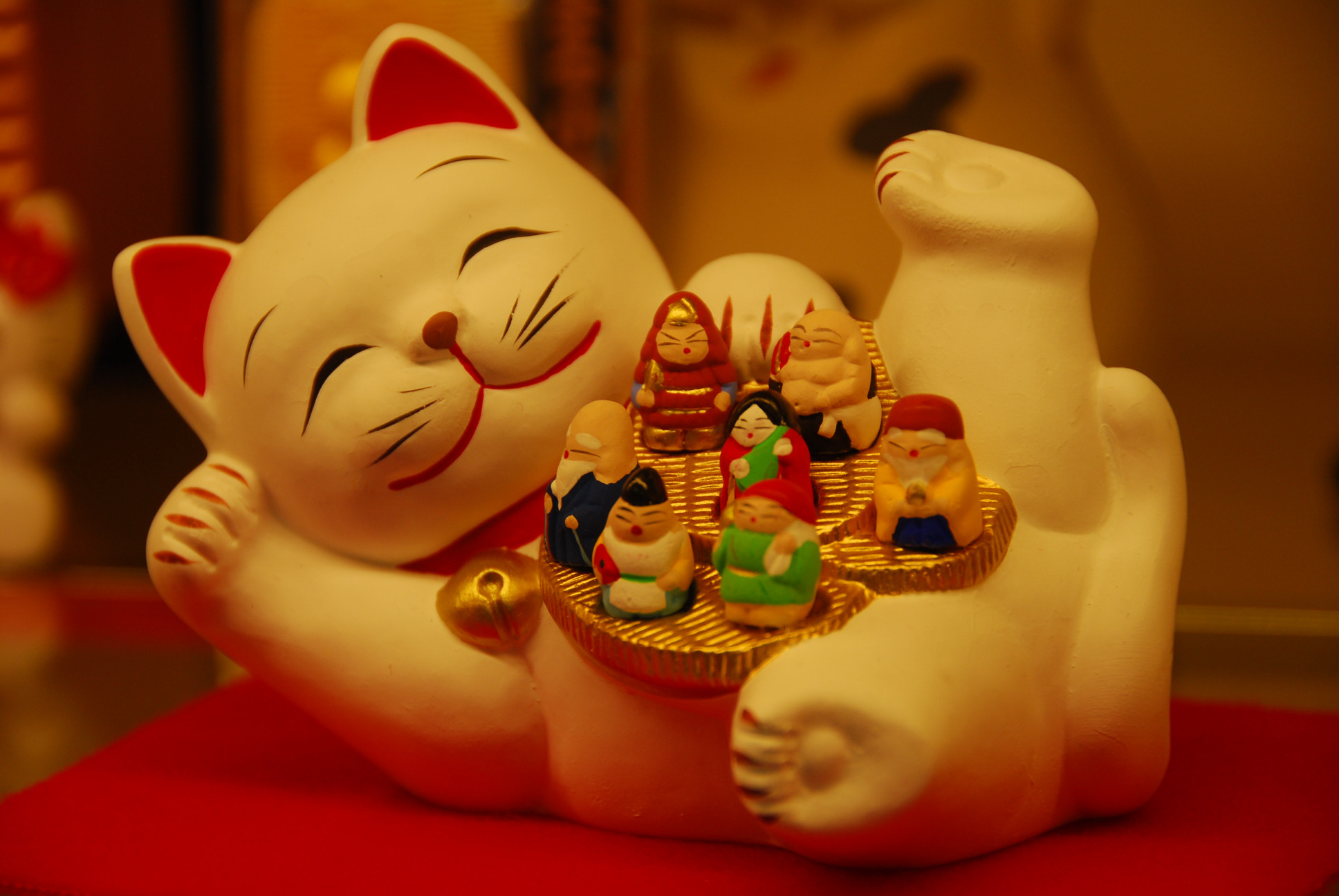
Kotek i bogowie szczęścia
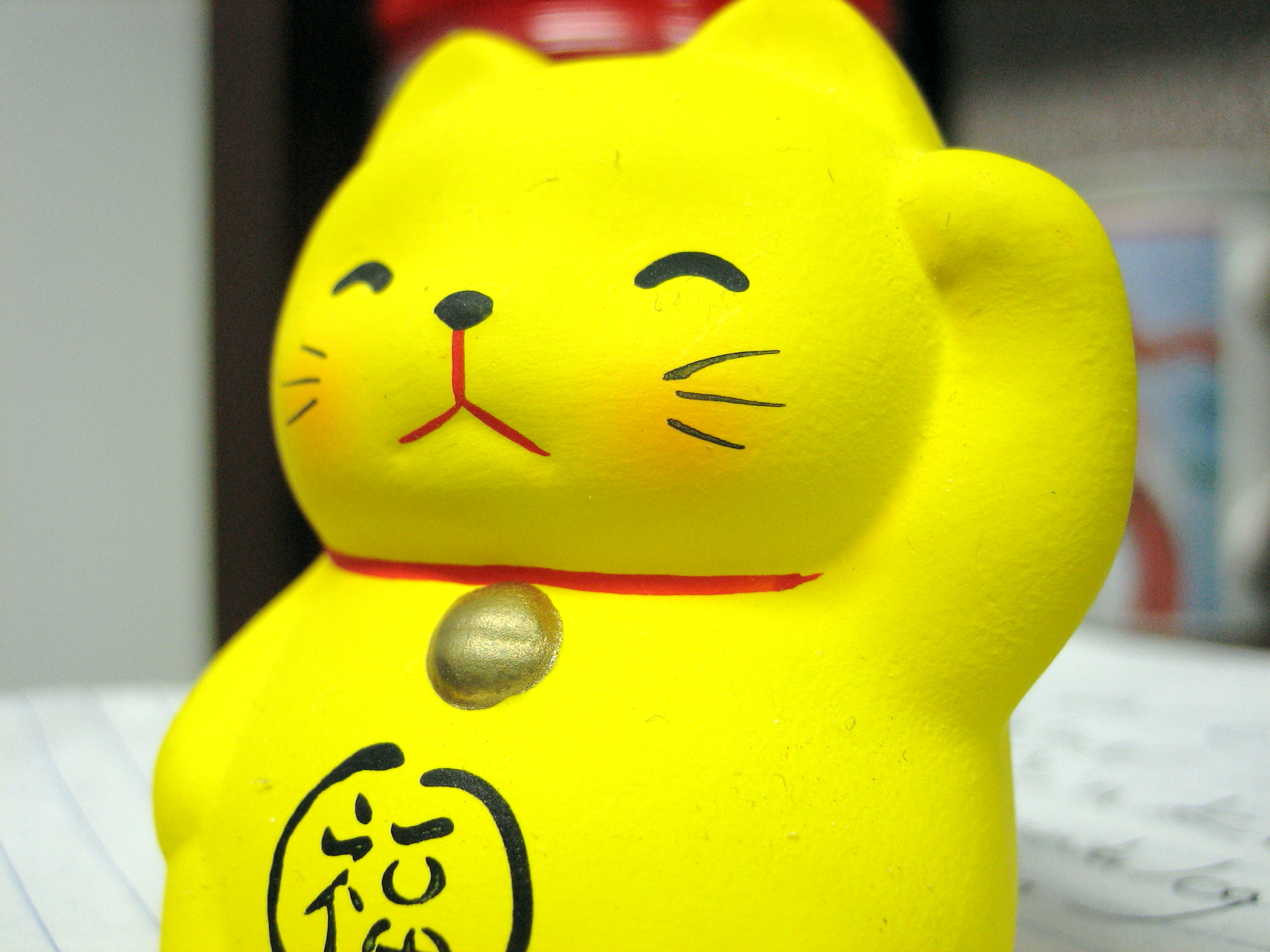
Puszysty
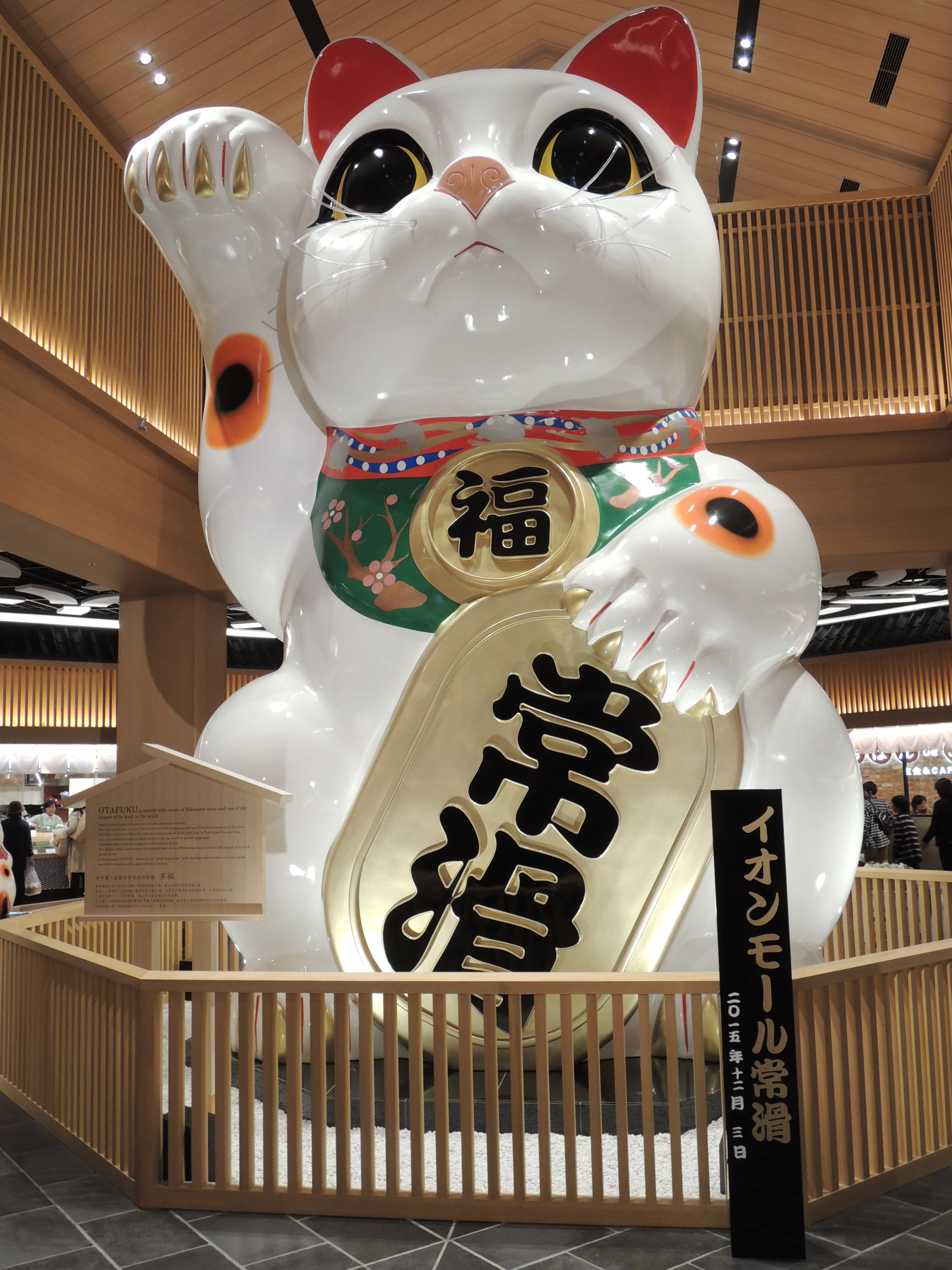
Kot gigant (Tokoname)
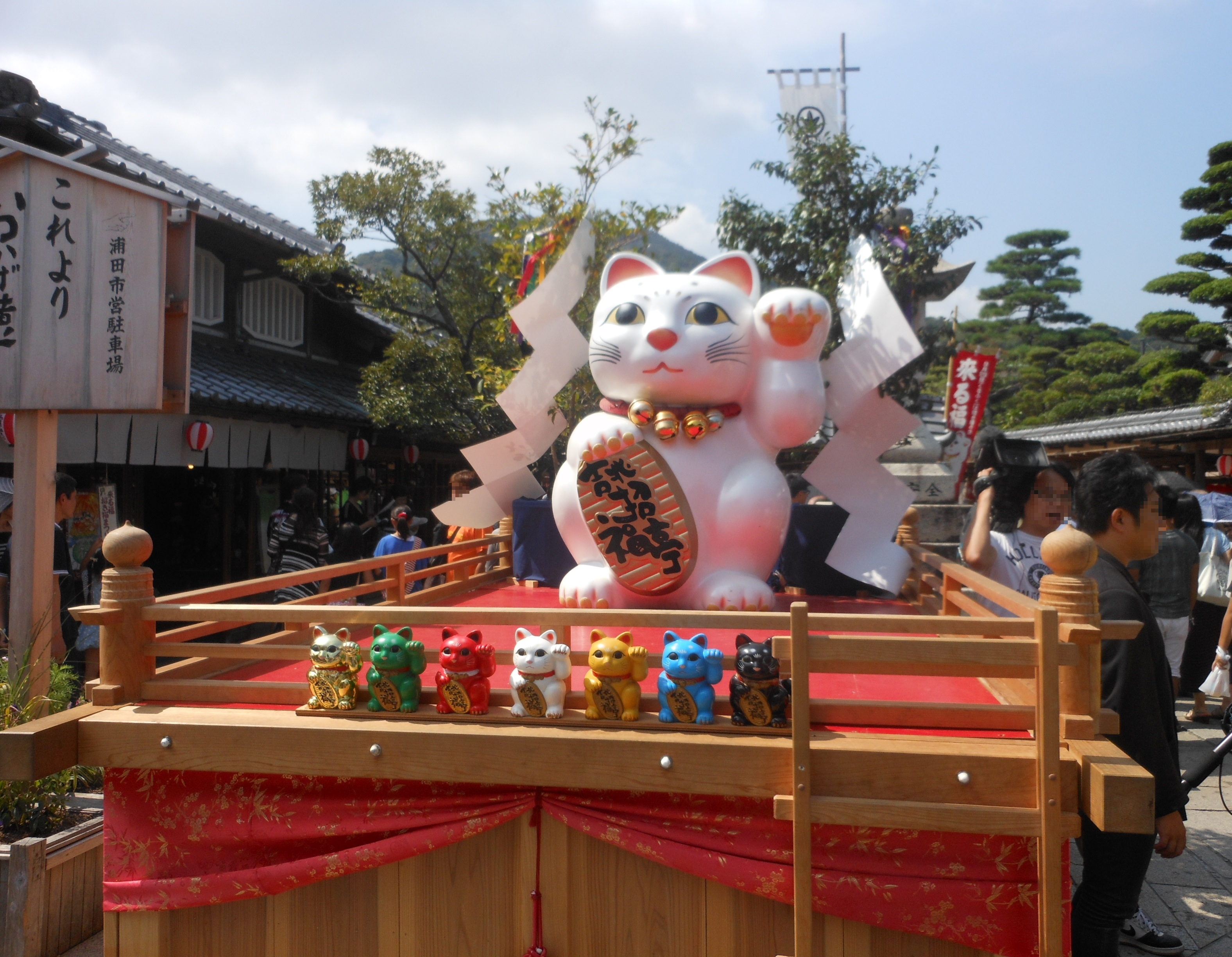
Maneki Cat Festival Ise, 2013
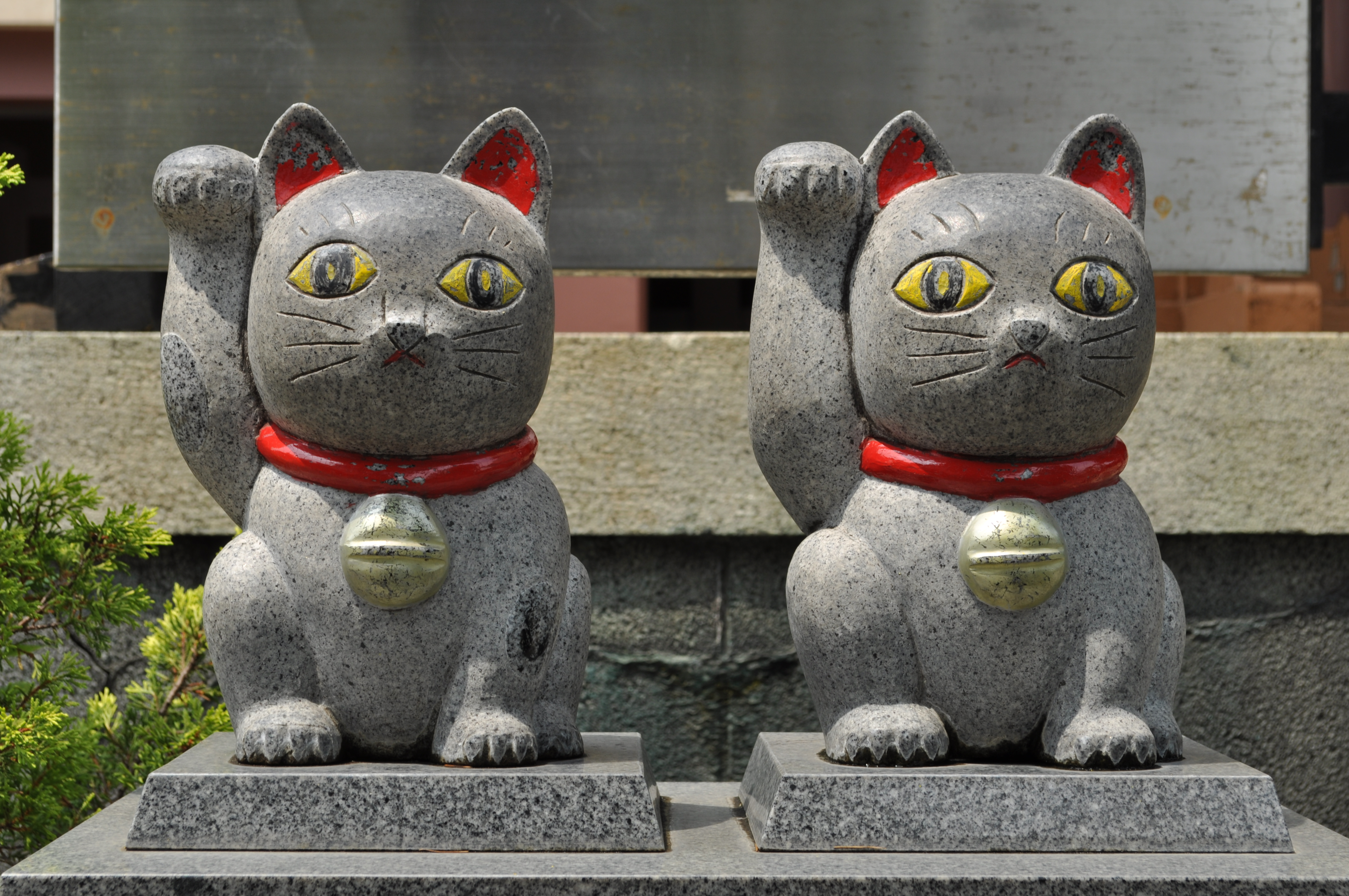
Kamienne koty w tokijskim chramie shintō Imado-jinja
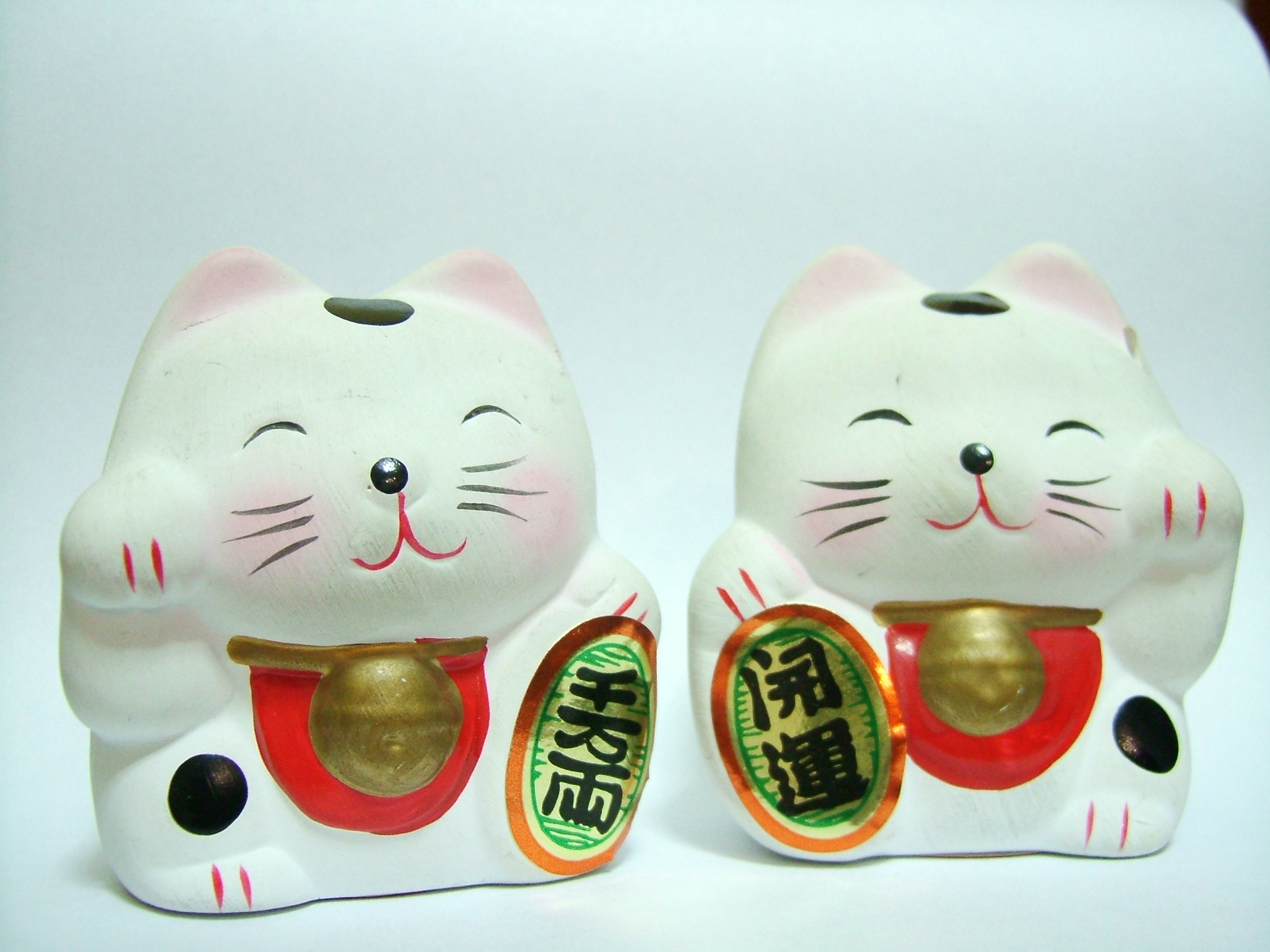
Bliźniaki
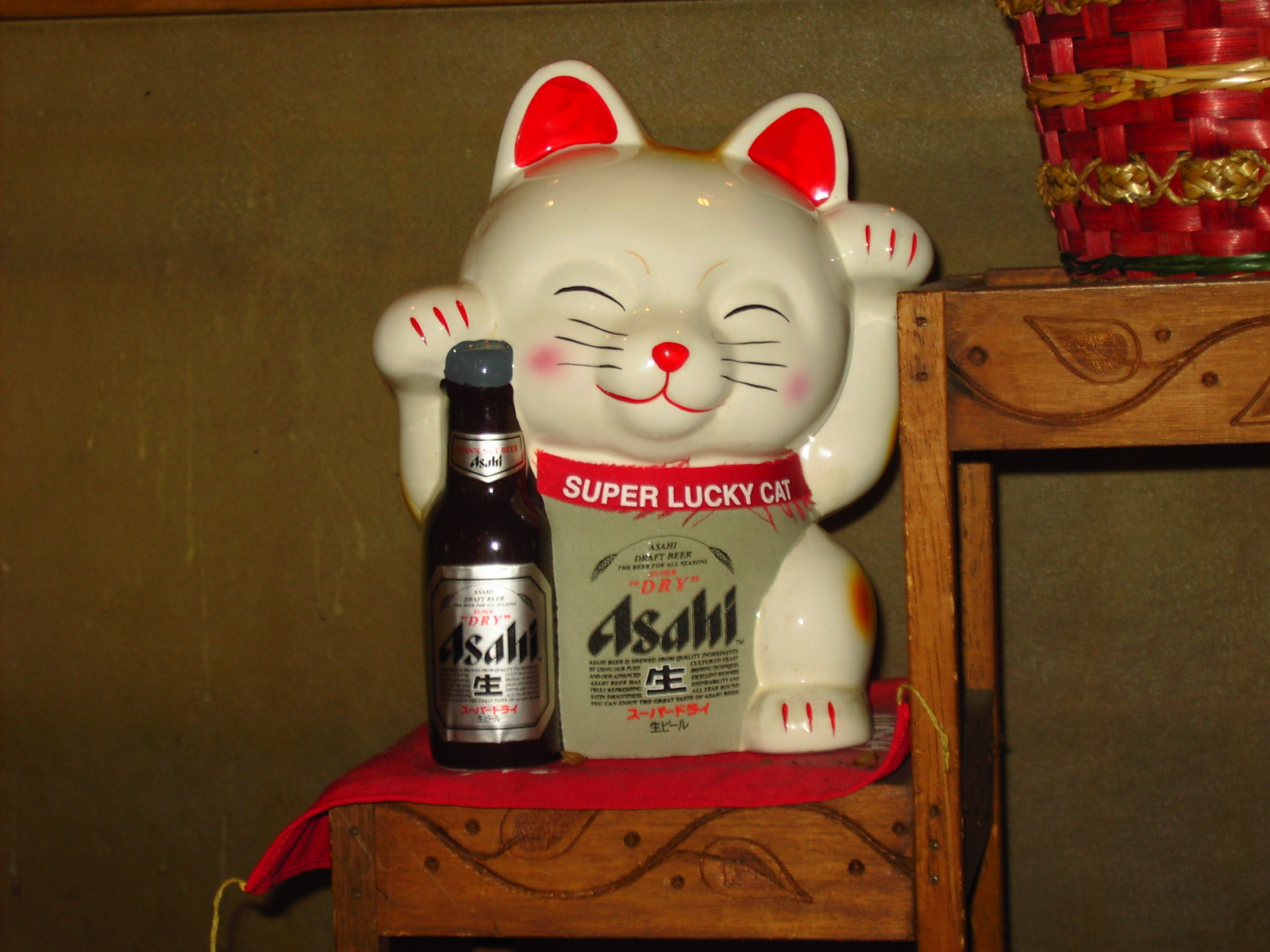
Kot super szczęścia